# معايير كلينتون
كانت معايير كلينتون (بالإنجليزية: The Clinton Parameters)‏ مبادئ توجيهية بشأن اتفاق الوضع الدائم لحل الصراع الفلسطيني الإسرائيلي. وقد اقترح ذلك الرئيس الأمريكي بيل كلينتون في أعقاب المفاوضات الراكدة بين الإسرائيليين والفلسطينيين في الفترة من 19 إلى 23 ديسمبر 2000. وكانت المعايير هي الحلول التوفيقية التي يعتقد كلينتون أنها أفضل ما يمكن في حدود مواقف الطرفين. وكان القصد من معايير كلينتون أن تكون أساسًا لمزيد من المفاوضات.
قدم الاقتراح في 23 ديسمبر. وفي 28 ديسمبر، قبلت الحكومة الإسرائيلية رسميًا الخطة مع تحفظات، وفي اجتماع عقد في البيت الأبيض، في 2 يناير 2001، وافق ياسر عرفات رسميًا أيضًا على المعايير مع تحفظات. وأكد البيت الأبيض هذا في اليوم التالي في بيان قال فيه أن «الجانبين قبلا الآن أفكار الرئيس مع بعض التحفظات.» في عام 2005، كتب كلينتون أنه يعدّ التحفظات الإسرائيلية في حدود المعايير والتحفظات الفلسطينية خارجها. ويجادل آخرون بأن معايير كلينتون حرمت الفلسطينيين من حقهم القانوني بموجب القانون الدولي، على وجه التحديد، السيادة على كامل الضفة الغربية و‌القدس الشرقية، وحق اللاجئين الفلسطينيين في العودة إلى الأراضي الإسرائيلية التي كانوا يقطنوها قبل عام 1948، وتفكيك المستوطنات الإسرائيلية في الأراضي الفلسطينية في الضفة الغربية.

## الخلفية
كانت خلفية معايير كلينتون فشل قمة كامب ديفيد 2000 واندلاع الانتفاضة الثانية (انتفاضة الأقصى) والانتخابات الإسرائيلية المقبلة، التي أشارت الاستطلاعات إلى احتمال هزيمة رئيس الوزراء آنذاك إيهود باراك، وانتهاء رئاسة كلينتون، التي أراد فيها بيل كلينتون إنهاء السنوات الثماني من جهود السلام وساحة الشرق الأوسط في خطاب ناجح.
استؤنفت المفاوضات، التي أوقفت في 25 يوليو 2000، في 19 ديسمبر في قاعدة بولينغ للقوات الجوية في واشنطن. في 21 ديسمبر، قدم الرئيس كلينتون خطة لاتفاق الوضع النهائي على أساس المحادثات السابقة. ونظرًا لفشل الطرفين في التوصل إلى اتفاق، عرض كلينتون مقترحات تقريب المواقف، أطلق عليها في وقت لاحق «معايير كلينتون».
وقد وضع الاقتراح المبعوث الإسرائيلي الفلسطيني دنيس روس، ولكنه كان يمثل مناقشات في سبتمبر بين روس وأعضاء فريقه الآخرين–آرون ديفيد ميلر، وجمال هلال، وجون شوارتس، وروبرت مالي. ولم يستشر الرئيس كلينتون في إنشاء الاقتراح.

## وصلات خارجية
- Map of the Clinton proposal, according to Dennis Ross
- Clinton Parameters, The Jewish Peace Lobby website, full text (English)
- TEXT: Clinton speech on Mideast Peace Parameters, 8 January 2001, US Embassy in Israel website
- Comparing the Clinton Paramters and the Nusseibeh-Ayalon Statement of Principles, The Jewish Peace Lobby website (table comparison)
- Official Palestinian Response to The Clinton Parameters (and letter to the international community, January 1, 2001), PLO negotiations Affairs Department - Negotiations & The peace Process